# Christian Cebulj
Christian Cebulj (* 1964 in Kaufbeuren) ist ein katholischer Theologe und Religionspädagoge. Er ist seit 2015 Rektor der Theologischen Hochschule Chur.

## Leben
Christian Cebulj studierte von 1984 bis 1990 katholische Theologie in Augsburg, Paris und München. Von 1991 bis 1994 absolvierte er die Ausbildung zum Pastoralassistenten in München. Seit 1994 ist er Studienreiseleiter in Länder des Nahen Ostens (Israel, Ägypten, Türkei). Von 1994 bis 1998 war er wissenschaftliche Hilfskraft am Lehrstuhl für Biblische Theologie der TU Dresden. Von 1998 bis 1999 war er wissenschaftlicher Mitarbeiter beim DFG-Forschungsprojekt Schulbildungen im 1. Jh. n. Chr. Eine vergleichende Untersuchung griechisch-römischer Philosophieschulen und der ´Schulen´ der neutestamentlichen Tradition. Nach der Promotion 1999 Ich bin es. Studien zur Identitätsbildung im Johannesevangelium war er von 2000 bis 2001 wissenschaftlicher Mitarbeiter am Lehrstuhl für Neutestamentliche Exegese der Universität Augsburg. Von 2000 bis 2006 unterrichtete er als Lehrbeauftragter für Bibeldidaktik an der Universität Eichstätt, Fakultät Religionspädagogik (FH), Abt. München. Von 2001 bis 2008 war er wissenschaftlicher Mitarbeiter am Lehrstuhl für Religionspädagogik und Didaktik des Religionsunterrichts der Universität Koblenz-Landau (Campus Landau). Er habilitierte sich zu dem Thema Identitätsbildende Bibeldidaktik. Eine Untersuchung zur Identitätsbildung junger Erwachsener im Spiegel biblischer Texte. 
Am 27. März 2008 wurde er zum ordentlichen Professor für Religionspädagogik und Katechetik an der Theologischen Hochschule Chur ernannt. 2015 wurde er in Nachfolge von Eva-Maria Faber zum Rektor der Theologischen Hochschule Chur gewählt.

## Schriften (Auswahl)
- Ich bin es. Studien zur Identitätsbildung im Johannesevangelium (= Stuttgarter biblische Beiträge. Band 44). Verlag Katholisches Bibelwerk, Stuttgart 2000, ISBN 3-460-00441-X, (zugleich Dissertation, München 1999).
- als Herausgeber (mit Johannes Flury): Heimat auf Zeit. Identität als Grundfrage ethisch-religiöser Bildung (= Forum pastoral. Band 6). Theologischer Verlag, Zürich 2012, ISBN 3-290-20079-5.